# Lonchaea aithohirta
Lonchaea aithohirta är en tvåvingeart som beskrevs av Mcalpine 1964. Lonchaea aithohirta ingår i släktet Lonchaea och familjen stjärtflugor. Inga underarter finns listade i Catalogue of Life.